# USS Nebraska (BB-14)
USS Nebraska (BB-14) (wcześniej USS „Pennsylvania” (BB-14)) – amerykański pancernik typu Virginia. Okręt był drugą jednostką United States Navy noszącą nazwę pochodzącą od stanu Nebraska.
Stępkę położono w stoczni Moran Brothers 4 lipca 1902. Jednostkę zwodowano 7 października 1904, matką chrzestną była pani Mary N. Mickey, córka gubernatora stanu Nebraska Johna H. Mickeya. Pancernik wszedł do służby 1 lipca 1907, pierwszym dowódcą został komandor Reginald F. Nicholson.
Po rejsie odbiorczym i przeróbkach nowy pancernik dołączył do Wielkiej Białej Floty w San Francisco 6 maja 1908 zastępując USS „Alabama” (BB-8).
7 lipca 1908 opuścił San Francisco i przez Honolulu (Hawaje), Auckland (Nowa Zelandia), Sydney i Melbourne (Australia), Manila (Filipiny), Jokohama (Japonia) i Colombo (Cejlon), 3 stycznia 1909 dotarł do Suezu w Egipcie, następnie do Włoch. 9 stycznia opuścił Mesynę we Włoszech, odwiedził Neapol i Gibraltar. 22 lutego dotarł do Hampton Roads, gdzie prezydent Theodore Roosevelt przeprowadził przegląd floty wracającej do kraju.
W 1910 i 1912 (w stulecie stanu Luizjana) okręt uczestniczył w Hudson-Fulton Celebration. Został odznaczony Mexican Service Medal za operacje w Veracruz w Meksyku, gdzie służył od 1 maja do 21 czerwca 1914 i od 1 lipca do 13 października 1916. Po okresie ograniczonej aktywności (ang. reduced commissioned service) 3 kwietnia 1917 przeszedł ponownie do normalnej aktywnej służby.
Gdy Stany Zjednoczone przystąpiły do I wojny światowej 6 kwietnia 1917 pancernik znajdował się w Boston Navy Yard i przechodził remont. Był wtedy przydzielony do 3 Dywizjonu Floty Pancerników Floty Atlantyku. 13 kwietnia 1917 wyszedł z Bostonu i został zaangażowany w manewry i szkolenia w składzie floty na obszarze w zatoce Chesapeake. Operował wzdłuż wschodniego wybrzeża USA, szkoląc głównie artylerzystów dla uzbrojonych statków handlowych. 15 kwietnia 1918 wszedł do Norfolk Navy Yard na naprawy.
16 maja 1917 w Hampton Roads wziął na pokład ciało Carlosa M. DePena, nadzwyczajnego konsula (ang. Envoy Extraordinary and Minister Plenipotentiary) z Urugwaju, co odbyło się z pełnymi honorami. Pancernik opuścił port tego samego dnia i 10 czerwca dotarł do Montevideo w towarzystwie USS „Pittsburgh” – okrętu flagowego Floty Pacyfiku. Dowódca Floty Pacyfiku wszedł na pokład na czas ceremonii i ciało urugwajskiego ministra przekazano władzom kraju. 15 czerwca okręt opuścił Montevideo i popłynął do Hampton Roads, gdzie dotarł 26 lipca.
17 września 1917 opuścił Nowy Jork jako główna eskorta szybkiego konwoju 18 statków handlowych i doprowadził je do spotkania z eskortą płynącą ze wschodniego Atlantyku. 3 października wrócił do Hampton Roads. Kolejne dwie podróże odbył z konwojami atlantyckimi, wrócił z ostatniej 2 grudnia. Wtedy został przygotowany do pełnienia roli transportowca wojska dla żołnierzy amerykańskich we Francji.
Odbył cztery podróże do Brestu (Francja), transportując 4540 żołnierzy do i z USA. W czasie pierwszej podróży opuścił Hampton Roads 30 grudnia 1918 i dotarł do Brestu 11 stycznia 1919. Do Newport News dopłynął 28 stycznia. Ostatnią podróż z weteranami I wojny światowej zakończył w Newport News 21 czerwca. Przewiózł wtedy 1279 żołnierzy.
22 czerwca 1919 został przydzielony do służby transportowej i krótko potem dołączył do 2 Dywizjonu 1 Eskadry Floty Pacyfiku. Do 2 lipca 1920, kiedy to został wycofany ze służby, operował wzdłuż zachodniego wybrzeża USA pod dowództwem komandora P. N. Olmsteada.
Zgodnie z ustaleniami traktatu waszyngtońskiego 9 listopada 1923 został uznany za okręt zbędny i kilka tygodni później sprzedany na złom.